# Рью, Рюди
Рюди́ Рью́ (фр. Rudy Riou; 22 января 1980, Безье) — французский футболист, вратарь.

## Карьера
Рюди Рью воспитанник клуба «Агд». В 1997 году он перешёл в «Монпелье». 31 июля 1999 года Рью дебютировал в основном составе клуба в игре с «Лионом», в которой его клуб победил 2:1. Всего в первом сезоне он сыграл 20 матчей, однако не спас клуб от «вылета» во второй дивизион. В том же сезоне футболист подписал свой первый профессиональный контракт. В начале следующего сезона он получил травму, столкнувшись с партнёром по команде, Марселем Маувом, однако затем восстановился и провёл 18 матчей; клуб вышел в первый дивизион. После этого, Рью три сезона выступал в высшем дивизионе в составе «Монпелье». Однако после вылета команды во вторую лигу начал искать себе новый клуб.
Рюди перешёл в «Истр», вышедший в Лигу 1. Но в первом же сезоне команда вылетела во второй дивизион; там Риу провёл два года, сыграв в 75 играх. В 2007 году Руди стал игроком «Тулузы», взявшей Риу на роль второго голкипера, позади Николы Душе. Проведя сезон в «Тулузе», Руди перешёл в «Марсель», который, в свою очередь отдал «Тулузе» Седрика Каррассо. 29 октября 2008 года Риу провёл первый матч за «Марсель», заменив по ходу матча с «Нантом» травмировавшегося Стива Манданду; игра завершилась вничью 1:1, а Риу за время, проведённое на поле голов не пропускал.

## Достижения
- Обладатель Кубка Интертото: 1999